# Bolinia euryptera
Bolinia euryptera är en fiskart som beskrevs av Yabe, 1991. Bolinia euryptera ingår i släktet Bolinia och familjen simpor. Inga underarter finns listade.